# Per qualche dollaro in più
Per qualche dollaro in più és una pel·lícula dirigida per Sergio Leone, estrenada el 1965, amb Clint Eastwood i Lee Van Cleef.

## Argument
Dos caça-recompenses persegueixen el mateix home, El Indio, junts o de manera separada. Però les seves motivacions no són les mateixes.
El Indio, bandit cruel i boig, s'ha escapat de la presó. Es prepara per atracar el banc de El Paso, el més ben vigilat de tot l'Oest, amb una quinzena de malfactors. El Manco i el Coronel Douglas Mortimer, dos caçadors de recompenses competidors, decideixen, després d'una tensa confrontació, formar finalment equip per arrestar els bandits. Per això, El Manco es fa reclutar d'incògnit a la banda de El Indio.
Després del robatori de la caixa forta, la banda fuig al poble d'Aguascalientes, on el Coronel ofereix els seus serveis per obrir el cofre. Però els dos caçadors de recompenses són desemmascarats mentre intenten recuperar els diners. Mentrestant, els bandits comencen a matar-se.
El Manco i el Coronel s'escapen llavors, i abaten els bandits un a un, fins al duel final entre el Coronel i El Indio.
L'escena final del duel, amb el ritme marcat per la música dels rellotges daurats permet comprendre les motivacions reals del Coronel: venjar la seva germana que ha estat morta per El Indio alguns anys enrere.

## Repartiment
- Clint Eastwood: Manco, alias L'home sense nom
- Lee Van Cleef: Coronel Douglas Mortimer
- Gian Maria Volontè: El Indio
- Mario Brega: Niño
- Klaus Kinski: Wild
- Mara Krupp: Mary
- Luigi Pistilli: Groggy
- Jesus Guzman: el telegrafista
- Joseph Egger: el vell profeta
- Panos Papadopulos: Sancho Perez
- Benito Stefanelli: Luke
- Rosemarie Dexter: la germana del coronel

## Al voltant de la pel·lícula
- Segona pel·lícula de la " trilogia del dòlar " de Sergio Leone:  Per un grapat de dòlars , Per qualche dollaro in più i  El bo, el lleig i el dolent .
- La primera tria de Sergio Leone pel paper de Douglas Mortimer havia estat Lee Marvin. Després ho va provar amb Robert Ryan. Finalment va escollir Lee Van Cleef, que s'havia especialitzat en els papers de dolent en els westerns dels anys 1950.
- Lee Van Cleef presumia a l'època de ser més ràpid que Clint Eastwood amb la pistola.
- La caixa forta que El Indio roba al banc de El Paso conté dòlars confederats.
- El Manc (Clint Eastwood) s'anomena ell mateix Monco a la pel·lícula. En italià, Monco  pot voler dir  una mà  o  un exèrcit . D'aquí el costum de beure i de menjar només amb la seva mà esquerra. La seva mà dreta es quedava sempre sota el ponxo, agafada a la pistola.
- Clint Eastwood porta el mateix ponxo que a Per un grapat de dòlars. En aquesta pel·lícula, estava foradat per 7 bales de carrabina. A Per qualche dollaro in più, la part de davant del ponxo la porta al darrere i els rastres de bales són de vegades visibles en certes escenes.
- La majoria de les escenes han estat rodades a Almeria de l'abril al juny de 1965.
- La pel·lícula va aconseguir més de 15 milions de dòlars als Estats Units.